# Готалово
Готалово је насељено место у саставу општине Гола у Копривничко-крижевачкој жупанији, Република Хрватска.

## Историја
До територијалне реорганизације у Хрватској налазило се у саставу старе општине Копривница.

## Становништво
На попису становништва 2011. године, Готалово је имало 344 становника.

## Попис1991.
На попису становништва 1991. године, насељено место Готалово је имало 478 становника, следећег националног састава:
| Попис 1991.‍  | Попис 1991.‍  | Попис 1991.‍ | Попис 1991.‍ | Попис 1991.‍ |
| ------------ | ------------ | ----------- | ----------- | ----------- |
|              |              |             |             |             |
| Хрвати       | Хрвати       |             | 475         | 99,37%      |
| Југословени  | Југословени  |             | 1           | 0,20%       |
| Срби         | Срби         |             | 1           | 0,20%       |
| неопредељени | неопредељени |             | 1           | 0,20%       |
| укупно: 478  |              |             |             |             |